# Rikissa av Polen

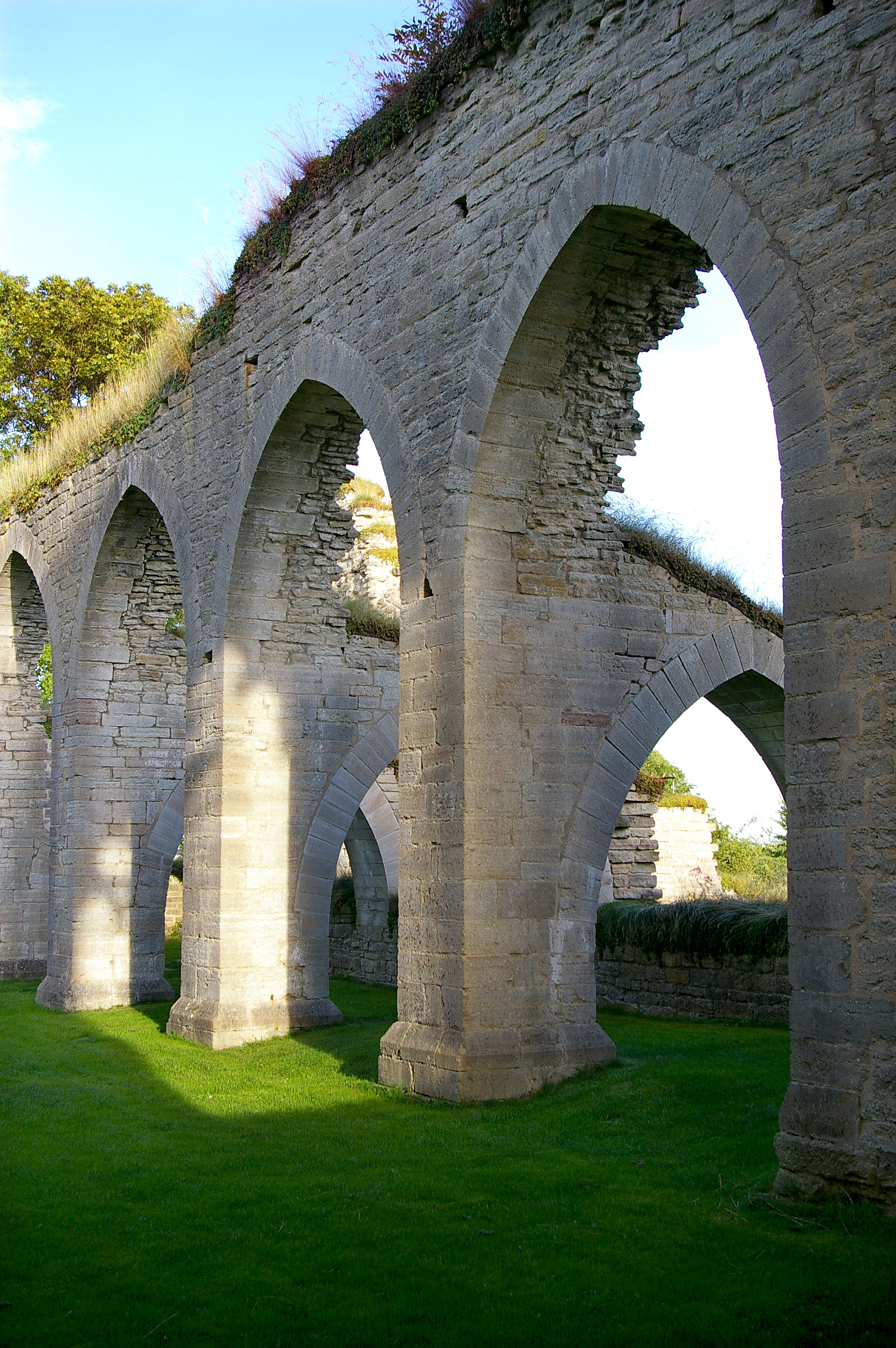
Den första drottning Rikissa av Sverige (av två) gravsattes sannolikt i Alvastra kloster.

Rikissa av Polen, född 12 april 1116 eller 1106, död tidigast 1156, var prinsessa av Polen och var drottning av Sverige två gånger. Hon var under sin levnad gift med tre för sin tid inflytelserika män och fick dokumenterat tre barn.

## Biografi
Rikissa var dotter till kung Boleslav III av Polen och Salome av Berg. Hennes far var i allians med kung Nils av Danmark i krig med hertig Wartislav av Pommern. Efter deras seger, giftes Rikissa omkring år 1127 med Nils son kronprins Magnus. Boleslav (ämbetsperiod 1102–1138), regerade samtida med kung Nils i Danmark (1104–1134) och giftermålet mellan den danske tronföljaren och polska Rikissa kan ha haft politiska orsaker. Boleslav utvidgade Polen åt norr och höll därigenom venderna på Östersjökusten sysselsatta, vilket minskade trycket på Danmark, där vendiska sjörövare brukade härja. Kanske var det som en gentjänst mot detta som fadern kunde låta Rikissa giftas in i makten över Danmark.

### Svensk drottning
Med Magnus fick hon sonen Knut, och i och med att maken blivit vald till svensk kung av västgötarna 1125 (i konkurrens med först Ragnvald Knapphövde, senare Sverker den äldre, båda valda av uppsvear och östgötar), blev Rikissa också svensk drottning. Hon hade förmodligen också senare kommit att bli dansk drottning, om inte Magnus tillsammans med sin far, kung Nils, år 1131 låtit mörda sin konkurrent om den danska kronan, kusinen Knut Lavard. Detta ledde till ett uppror mot Nils, som kulminerade i slaget vid Foteviken 1134 mellan kung Nils och Magnus å ena sidan, och Magnus andre kusin, Erik Emune, å andra. Kung Nils förlorade slaget, Erik blev kung av Danmark, och Rikissas förste make dog. 

### Furstinna av Minsk
Rikissa, som nu var änka, reste österut och blev i sitt andra äktenskap furstinna, tillsammans med den ryske fursten Volodar av Minsk. De vigdes 5 juni 1135, troligen i exil i Polen, och några år senare fick de dottern Sofia, som i folkvisor beskrivs som mycket vacker men elak. Även detta äktenskap hade politiska motiv för Rikissas far. Den nyblivna kung Erik i Danmark utgjorde ett hot mot den framtida danska kungamakten för Rikissas son Knut. Erik var allierad med monomacherna, som Rikissas make Volodar var i konflikt med. Men när monomacherna förlorade makten i Ryssland fanns det inte längre någon politisk grund för äktenskapet mellan henne och Volodar.

### Svensk drottning
Någon gång under slutet av 1140-talet återvänder Rikissa tillsammans med sin lilla dotter till Sverige, förmodligen efter att ha skilt sig från sin ryske make. I Sverige hade drottning Ulfhild dött, och kung Sverker var änkeman. Med Rikissas anländande ser Sverker troligen en möjlighet att komma på god fot med västgötarna. Han gifter sig nu med Rikissa, som för andra gången i sitt liv blir drottning av Sverige. Tillsammans med honom får Rikissa en son, som fick namnet Burislev efter sin morfar. Burislev blir, troligen efter moderns död, motkung i Sverige, samregerande med sin halvbror Kol.
Rikissas son, Knut, kommer 1151 tillbaka till Sverige som flykting, bortkörd från Danmark. Nu hade Erik Emune dött, och även här hade det uppstått tronstrider. Knut hade valts till kung över Danmark i Jylland (samtida med Rikissas anländande till Sverige), medan Eriks son Sven Eriksson Grate hade korats till kung över Danmark i Själland och Skåne, och under ett senare inbördeskrig drivit bort Knut. På så vis hade giftermålet med Sverker gett Rikissa möjlighet att hjälpa sin son, och man kan anta att hon delvis gifte sig med honom just därför. Hemma hos sin mor i Sverige fattade Knut tycke för Sverkers dotter i hans tidigare äktenskap, och gifte sig 1156 med henne. På så sätt blev Rikissa svärmor åt sin egen son.
Innan han hann gifta sig hade Knut emellertid fördrivit Sven och tagit makten i Danmark, tillsammans med Knut Lavards son Valdemar den store. Samme Valdemar fattar sedan tycke för och friar till Rikissas dotter Sofia av Minsk, som han tar till drottning år 1157. Då har även Rikissas tredje man, Sverker, blivit mördad under julottefärd 1156. 
Rikissas namn ärvdes sedan av Sofias och Valdemars dotter Rikissa av Danmark som så småningom också kom att bli svensk drottning när hon 1210 gifte sig med Erik Knutsson, sonson till Erik den helige.

## Giftermål och barn
1. Cirka 1127 med prins Magnus Nilsson av Danmark (död 1134). Med honom fick Rikissa en son:
  - Knut, som 1146 valdes till dansk kung av det parti som höll på Nils ättlingar.
2. 1135 med furste Volodar av Minsk, förmodligen skilda drygt tio år senare. Tillsammans fick de en dotter:
  - Sofia, född 1140 cirka, gift med kung Valdemar den store av Danmark.
3. Omkring 1148 med Sverker den äldre av Sverige, död 1156. Med Sverker fick hon möjligen sonen Burislev, som samregerade med Kol över Östergötland.